# Dailan Kifki
Dailan Kifki es uno de los libros infantiles más conocidos de María Elena Walsh, publicado inicialmente en 1966, y republicado en varias ocasiones. En América Latina su publicación se encuentra en manos de Editorial Alfaguara y, en España, de Editorial Siruela.
La historia trata acerca de un elefante, "una enorme montaña gris", que cambiará la vida de toda una familia con su llegada. La historia es contada desde la ternura con situaciones cómicas y cuenta con 48 capítulos que mezclan lo cotidiano con la fantasía.

## Síntesis del libro

### Personajes
- Una joven señorita, la narradora
- Dailan Kifki, el elefante
- El bombero

Como personajes secundarios se encuentran: la familia de la narradora compuesta por la mamá, el papá y el hermano Roberto, el abuelo y la tía Clodomira; el enano Carozo Minujín, los vecinos, funcionarios y curiosos.

### Argumento
La acción del libro transcurre en la Ciudad de Buenos Aires, donde se citan los barrios de Once, Palermo y Constitución, el Gran Buenos Aires, como Moreno e Ituzaingó y, el Bosque de Gulubú (que está extraído de otro libro de la autora).
En la puerta de una casa han dejado a Dailan Kifki, un elefante enternecedor. A partir de allí se verán varios personajes y las más diversas situaciones que, a su vez, generan nuevos problemas. Para resolverlos, viajarán hasta Gulubú donde se encontrarán con el enanito Carozo Minujín.